# إذخر منفرج
إذخر منفرج (الاسم العلمي:Cymbopogon gratus) هو نوع من النباتات يتبع جنس الإذخر من الفصيلة النجيلية.